# Старообрядные приходы Русской православной церкви
Список старообрядных/единоверческих приходов Русской православной церкви, то есть таких церковных общин Русской православной церкви, где более или менее часто совершаются богослужения чином, бывшим в Русской церкви до реформ Патриарха Никона. По данным сайта Патриаршего центра древнерусской богослужебной традиции таких общин, включая двуобрядные, насчитывается 41, из них в 4 старый обряд используется наряду с новым. Точное число таких приходов неизвестно, поскольку не все приходы имеют молитвенные помещения, регистрацию или вообще чёткий статус; не все даже публично заявляют о своей деятельности. Число старообрядных приходов в лоне Русской Православной Церкви постепенно увеличивается. Термин «единоверие» многими его представителями расценивается как неудачный. В связи с этим в официальных документах Московского Патриархата в начале XXI в. вместо термина «единоверческие приходы» обычно используется термин «старообрядные приходы Русской Православной Церкви». Однако часть общин не принимают этот неологизм, предпочитая использовать исторически сложившееся наименование «единоверческие приходы» или утвержденное на Всероссийском съезде 1912 г. «православные старообрядцы».
В России единоверческие общины организационно подчиняются управляющим епархий Русской Православной Церкви. В списке представлены общины действующие или действовавшие, начиная с 1988 года. Примечание: в разделе «клир» указаны только те клирики, которые служат по старому обряду.

## Приходы с официальным статусом
| №  | Название | Адрес                                                                                    | Клир | Характеристика |
| -- | --- | ---------------------------------------------------------------------------------------- | --- | --- |
| 1  | Храм святителя Николы в Студенцах (Казанской иконы Богородицы)                                                        | Москва, ул. Таганская, 20а.                                                              | священноигумен Пётр (Васильев) — настоятель | Единственный в Москве приход с официальным статусом единоверческого. Храм построен в 1672—1673 годы, освящен в 1996 году архиерейским чином. Богослужения с 1994 года. Пение наонное. Храм и алтарь расписаны. Богослужения совершаются каждый воскресный и праздничный день. |
| 2  | Храм Покрова Пресвятой Богородицы в Рубцове                                                                           | Москва, ул. Бакунинская, 83, стр. 3                                                      | протоиерей Иоанн Миролюбов — настоятель и руководитель Патриаршего центра древнерусской богослужебной традиции; иерей Андрей Фастов (заштатный клирик) | Приход не имеет официального статуса. Старообрядческие богослужения совершаются с 2007 года. Практикуют наонное пение (как правило). При храме действует Патриарший центр древнерусской богослужебной традиции. Действуют два кружка по изучению знаменного пения, после окончания Литургии проводятся занятия. Пение наонное, как правило, на один клирос. К концу 2018 года планируется ввод в эксплуатацию дома причта с гостиницей для учащихся Имеется сайт. |
| 3  | Храм святителя Николы (Троицы Живоначальной) на Берсеневке                                                            | Москва, Берсеневская наб., 18-22.                                                        | игумен Кирилл (Сахаров) — настоятель | Приход не имеет официального статуса. Храм известен с 1625 года, современная постройка с 1656—1657 годов. Храм трёхпрестольный. Службы совершаются ежедневно утром и вечером. Пение наонное. Община активна в распространении старого обряда. |
| 4  | Храм Архангела Михаила                                                                                                | п/о Чулково, село Михайловская Слобода, Раменский район, Московская область.             | священноархимандрит Иринарх (Денисов) — настоятель, священноиерей Евгений Саранча, священноиерей Валерий Булычёв, диакон Игорь Краев                   | Одна из старейших единоверческих общин. Храм закрыт в 1961 году, возвращён Церкви в 1989 году, когда в приход перешли прихожане Никольской единоверческой церкви Рогожской слободы. В настоящее время — наиболее благоустроенная и многолюдная единоверческая община, имеющая обширные контакты с единоверцами других общин. При храме имеется гостиница для приезжих. Богослужения совершаются ежедневно, утром и вечером. Пение наречное, по праздникам на два клироса. Практически ежегодно совершаются архиерейские богослужения древним чином (митрополит Ювеналий (Поярков) или иные архиереи). Община активно издает церковную литературу, периодическое издание «Правда Православия». Работает воскресная школа и лекторий для взрослых. Имеется сайт |
| 5  | Спасо-Преображенская Единоверческая община г. Куровское. Храмы Спаса-Преображения и святого Иоанна Лествичника.       | Куровское, Орехово-Зуевский район, Московская область, ул. Советская, 89                 | иерей Алексий Гугливатый — настоятель | Приход образован в 1994 году при присоединении к Церкви старообрядцев-неокружников. С нач. 90-х по февраль 2016 гг. настоятелем был священноиерей Димитрий Кузнецов. В годы его настоятельства была сформирован приход, в переданном единоверческой общине доме купца Кудрявцева, устроен Спасо-Преображенский храм и приходской дом. В 2000 году викарием Московской епархии, Тихоном епископом Видновским в сослужении с священноигуменом Петром (Васильевым) (храм свт. Николы в Студенцах, Москва), священноиереем Димитрием Кузнецовым (Куровское), священноиереем Леонтием Колногоровым (Храм свт. Николы, Н.Тагил) и священноиереем Сергием Пшенком (Храм Владимирской иконы Божией Матери, д. Осташово), при огромном стечении молящихся был освящен вновь построенный каменный храм в честь святого преподобного Иоанна, списателя Лествицы. В нач. 2000-х гг в д. Мисцево стараниями Спасо-Преображенской единоверческой общины г. Куровское для воссоединившихся с Церковью старообрядцев-неокружников была устроена моленная в честь Вознесения Господня. В те же годы в д. Авсюнино над св. источником в честь Казанской иконы Божией Матери стараниями гуслицких единоверцев был устроен навес и облагорожена территория вокруг источника. Огромный и неоценимый вклад в устроение и созидание Спасо-Преображенской единоверческой общины г. Куровское внесла почётный гражданин Орехово-Зуевского района Устинья Григорьевна Андриянова. В феврале 2016 г настоятелем Спасо-Преображенской единоверческой общины г. Куровское был назначен священноинок Антоний (Аненко). В июле того же года к данной общине был рукоположён священноиерей Алексий Гугливатый. Община достаточно большая, имеющая обширные контакты с единоверцами других общин. Пение наречное.                                                                                                   |
| 6  | Единоверческий Храм Владимирской иконы Пресвятой Богородицы                                                           | село Осташово, Воскресенский район, Московская область                                   | священноинок Антоний (Аненко) — настоятель | Община образовалось в 1991 году после присоединения к Церкви бывших старообрядцев-поповцев. Ныне насчитывает более 20 прихожан. В единоверческой общине с. Осташово особенно почитается как чудотворный древний храмовый образ — список Владимирской иконы Божией Матери XVIII в. |
| 7  | Единоверческий приход храма Петра, митрополита Московского                                                            | деревня Авсюнино, Орехово-Зуевский район, Московская область                             | священноиерей Алексий Гугливатый | Церковь построена на средства братства святителя Петра Митрополита Московского, на земле, купленной в деревне Авсюнино на добровольные пожертвования. Почётным председателем братства с момента её основания и на протяжении многих лет являлся священноархимандрит Павел (Леднев). Целью деятельности братства было преодоление раскола в Русской православной церкви. Оно строило православные и единоверческие церкви и школы в местностях, где среди населения преобладали старообрядцы. В 1893 году в Авсюнино возведено каменное здание школы, в 1905-м по проекту Николая Тютюнова (1833—1916) пристроена церковь, соединявшаяся со школой тремя дверями в своей западной стене. 23 мая 1905 года епископом Можайским Серафимом (Голубятниковым) в сослужении с настоятелем Троице-Введенской единоверческой общины г. Москвы протоиереем Иоанном Звездинским и священноиереем Георгием Клюевым единоверческий храм в д. Авсюнино был освящен. Настоятелем храма свт. Петра митрополита д. Авсюнино с момента его основания до дня закрытия являлся священноиерей Георгий Клюев. В нач. 1900-х гг законоучителем в церковно-приходской школе д. Авсюнино был священномученик Александр Миролюбов. Храм закрыт в 1930 году. В 2016 году здание церкви и школы передано Русской Православной Церкви, и приход был воссоздан как Единоверческий. Настоятелем был назначен клирик Единоверческого Спасо-Преображенского прихода г. Куровское — священноиерей Алексий Гугливатый. В январе 2017 г указом митрополита Крутицкого и Коломенского Ювеналия храм святителя Петра митрополита д. Авсюнино был включён в программу восстановления порушенных святынь Московской епархии. Восстановление храма было поручено Орехово-Зуевскому и Ликино-Дулевскому благочиниям Московской епархии. Телефон: +7 (916) 725-31-62. Официальный сайт общины — http://petr-moscow.cerkov.ru. |
| 8  | Никольский единоверческий храм на улице Марата                                                                        | Санкт-Петербург, ул. Марата, 22-24                                                       | протоиерей Петр Чубаров — настоятель | Община была создана в 1799 году. Строительство Никольского храма велось с 1827 по 1852 год. Приход поддерживал тесные связи с правящей династией. Ежегодно единоверческий хор мужского реального училища принимал участие в совершении Божественной литургии по древнему чину в церкви Зимнего дворца. Само же училище патронировала непосредственно государыня-императрица Александра Федоровна. К началу XX века приход Никольской церкви на Николаевской улице стал одним из крупнейших и значимых Единоверческих приходов в России. Его настоятель священноиерей о. Симеон (Шлеев) сыграл ведущую роль в организации I-го Всероссийского съезда православных старообрядцев (единоверцев) 1912 г. Впоследствии он стал первым Единоверческим епископом. В послереволюционный период приход считался недостаточно лояльным новой власти. Участвовал в иосифлянском движении Петроградской епархии, что явилось причиной его уничтожения и закрытия храма в 1931—1932 гг. В дальнейшем помещение храма было передано под экспозицию музея Арктики и Антарктики. На сегодняшний день, храм располагается в жилом доме на ул. Марата, д. 22-24 (просторное помещение на первом этаже было переданно властями города весной 2015 года). Ранее, храм находился в часовне (в ней могло поместиться 10-15 человек) рядом с историческим зданием Никольского храма. Историческое здание храма с 1937 года занято Музеем Арктики и Антарктики. При храме действует библейский кружок. Официальный сайт общины — www.edinoverie-spb.ru. Официальная группа в социальной сети «ВКонтакте» — vk.com/edinoverie_spb. |
| 9  | Храм преподобного Сергия Радонежского и часовня Тихвинской иконы Богородицы                                           | посёлок Павлово-на-Неве, Ленинградская область                                           | иерей Сергий Чиж — настоятель | Приход основан в 1991 году. К концу 1990-х построен деревянный храм во имя преподобного Сергия Радонежского. Помимо храма также построена часовня во имя Тихвинской иконы Божией Матери. 10 декабря 2010 года Сергей Чиж поставлен диаконом, 26 декабря 2010 иереем. Пение наречное. Божественная Литургия совершается каждый воскресный и праздничный день |
| 10 | Свято-Людмилинский единоверческий приход Санкт-Петербурга при подворье Свято-Троицкого Александро-Свирского монастыря | Санкт-Петербург, Невский район, ст. метро Ломоносовская и Дыбенко, переулок Челиева, 10. | Настоятель — Преосвященный Мстислав, епископ Тихвинский и Лодейнопольский Ключарь — Александр Гнып — уставщик                                          | Приход во имя святой мученицы Людмилы, княгини Чешской стал формироваться в Санкт-Петербурге по благословению Священноначалия Санкт-Петербургской митрополии в 2016 г. В июне 2016 года по благословению епископа Мстислава (Дячина), Тихвинского и Лодейнопольского общине был выделен «пещерный» храм во имя св. преп. Александра Свирского на подворье Александра Свирского монастыря в Санкт-Петербурге. Приход зарегистрирован за Тихвинской епархией. Пение знаменное — наоное. Приход имеет темп роста, занимается в Санкт-Петербургской митрополии просветительской и миссионерской работой. Периодически совершаются богослужения архиерейским чином старым обрядом, возглавляемые епископом Тихвинский и Лодейнопольским Мстиславом. Богослужения старым обрядом совершаются по выходным и праздничным дням. Сайт прихода и центра и сообщество ВКонтакте. В 2019 году в Московской Патриархии зарегистрирован Тихвинский Епархиальный Центр Древнерусской богослужебной традиции. Сообщество Центра ВКонтакте. |
| 11 | Храм святителя Николы Чудотворца                                                                                      | посёлок Горбуново, Нижний Тагил, Свердловская область; ул. Радужная, 2а.                 | протоиерей Леонтий Колногоров — настоятель, священноинок Даниил (Колногоров)                                                                           | Приход образовался в 1996 году присоединением к Московскому Патриархату общины старообрядцев часовенного согласия во главе с наставником. |
| 12 | Храм Архангела Михаила                                                                                                | Верхний Тагил, Свердловская область                                                      | иерей Сергий Комаров — настоятель | Приход возник в 2007 году, храм построил и стал в нём священником (2008) нынешний настоятель, присоединившийся от старообрядцев-часовенных. Приход ведёт миссионерскую работу. |
| 13 | Казанский храм | посёлок Быньги, Невьянский район, Свердловская область                                   | иерей Игорь Катаев | Храм 1852 года постройки. Исторический единоверческий храм. В 2000 году церковь возвращена верующим и в настоящее время находится на стадии реконструкции с восстановлением исторического архитектурного облика. Восстановление храма ориентировочно началось в 2006—2007 гг. В настоящее время храм действующий, ведутся восстановительные работы. Пение наонное. |
| 14 | Храм Покрова Пресвятой Богородицы                                                                                     | село Малое Мурашкино, Большемурашкинский район, Нижегородская область                    | священноинок Сергий (Гапонов) | Приход с 1876 года, храм никогда не закрывался, хотя в 1937—1943 года богослужения не совершались. Основу прихода составляют местные единоверцы, проживающие среди старообрядческого населения. |
| 15 | Храм иконы Богородицы «Всем скорбящим радость»                                                                        | село Сёмино, Ковернинский район, Нижегородская область                                   | священноиерей Михаил Тронин | Новопостроенный храм, богослужения с 2009 года, Богослужение каждое воскресенье и праздники. Проходят занятия по изучению Священного Писания. Основу прихода составляют старообрядцы и новообрядцы, до молитвы допускаются все православные. Благотворители и попечители храма — две семьи из безпоповцев, владеющие производством хохломской росписи. При храме поёт известный певчий наонной традиции Василий Сорокин. |
| 16 | Храм Казанской иконы Богородицы                                                                                       | Иваново, ул. Фрунзе, 7                                                                   | протоиерей Сергий Гончаров | Община присоединилась к РПЦ от старообрядцев белокриницкого согласия в 1991 году вместе с уставщиком Лаврентием Селиным, который был рукоположён в иереи. Храм сгорел 18 ноября 2015 года. Община временно пользуется храмом на территории Успенского мужского монастыря. |
| 17 | Храм святителя Николы                                                                                                 | Кузнецк, Пензенская область; ул. Орджоникидзе, 158                                       | иеромонах Варсонофий (Яшин) — настоятель | Община образована в 2007 году присоединившемся к РПЦ известным в Поволжье уставщиком белокриницкого согласия Владимиром Яшиным, нашедшим поддержку у иерея Михаила Саранскова, начато строительство собственного каменного храма. С конца 2008 года в деревянной часовне начали регулярно служить Литургию, на которую собиралось 40-70 человек. Летом 2009 года в храме произошёл конфликт, после чего настоятель храма иерей Михаил Сарансков перешёл на новообрядный чин. Остатки единоверческой общины собирались на богослужения, совершаемые мирским чином в помещении бревенчатой моленной, построенной в огороде Владимира Яшина. Весной 2013 года Владимир был пострижен в монашество с именем Варсонофий, а 26 ноября 2013 года епископом Кузнецким и Никольским Серафимом (Домниным) рукоположён во пресвитера в моленной, которая в тот же день была освящена как единоверческий храм. В храме ежегодно совершает богослужения епископ Кузнецкий и Никольский Нестор (Люберанский). |
| 18 | Молитвенный дом святого пророка Илии                                                                                  | Минск                                                                                    | постоянного священника нет. Пастырское попечение оказывает игумен Петр (Васильев) из Москвы.                                                           | Приход основан в 2002 году и состоит из бывших старообрядцев-беспоповцев, организован выпускником Рижского поморского старообрядческого училища Вячеславом Евгеньевичем Клементьевым. Имеется проект строительства храма. Община имеет сайт |
| 19 | Храм Рождества Христова                                                                                               | Эри, штат Пенсильвания, США                                                              | протоиерей Пимен Саймон — настоятель, протоиерей Феодор Юревич, иерей Иерофей Попов, диакон Стефан Климчак, диакон Маркел Васселл                      | Община старообрядцев-поморцев с 1916 года, в 1983 году большая часть прихода (около 150 семей, по другим данным — 250) присоединилась к РПЦЗ. Приход благоустроенный, имеет вместительный храм и большой приходской дом. Большая часть богослужения совершается на английском языке, сверенном со старопечатными книгами. Община активна, поддерживает отношения с российскими единоверцами и американскими православными общинами. Общину и всех зарубежных единоверцев окормляет епископ Каракасский и Южноамериканский Иоанн (Берзинь). Община имеет сайт, издаёт церковную литературу, в том числе двуязычную богослужебную. Имеется хорошо организованная воскресная школа для детей и взрослых. Регулярно ведётся работа с молодёжью, проводятся культурно-общественные и спортивные мероприятия. |
| 20 | Храм святителя Николая                                                                                                | Эдинборо, штат Пенсильвания                                                              | иерей Серафим Винг — настоятель | Храм находится в ведении управляющего Патриаршими приходами в США. Находится недалеко от крупного прихода в г. Эри, выходцами из которого являются настоятель храма и матушка — регент хора. Богослужебный язык — преимущественно английский. |
| 21 | Храм святого апостола Андрея Первозванного                                                                            | Ростов-на-Дону                                                                           | иерей Александр Назаренко — настоятель | В мае 2016 года объявлено о поэтапном переходе на древнюю богослужебную традицию. В 2020 году указом митрополита Ростовского и Новочеркасского Меркурия настоятелем прихода был назначен иерей Александр Назаренко. Правящий архиерей принял решение, согласно которому богослужения на приходе совершаются теперь как древлеправославным, так и современным богослужебными чинами. Храм апостола Андрея Первозваного стал единственным двуобрядным храмом на всем Юге России. Таким образом, на приходе каждую субботу совершается Божественная литургия древлеправославным чином, а в воскресенье — современным. |
| 22 | Женский монастырь в честь иконы Богородицы «Киево-Братская»                                                           | Киев                                                                                     | архимандрит Ахила (Шахтарин) — духовник | Описание: Основан настоятелем архимандритом Ахилой. Из числа прихожанок была создана иноческая община и назначена игумения, которая служит до сих пор. Со временем, по решению всей общины, был осуществлен переход с нового на старый чин богослужения. Богослужения совершаются по студийскому уставу. |
| 23 | Храм Феодоровской иконы Богородицы                                                                                    | Верещагино, Пермский край                                                                | протоиерей Борис Кицко — настоятель | Первая Божественная Литургия в храме Феодоровской иконы Божией Матери совершилась на Пасху 2010 года, а именно 4 апреля 2010 года. Чудотворный почитаемый образ иконы Божией Матери «Феодоровская» был торжественно перенесён из храма святого благоверного князя Александра Невского в храм построенный для сугубого почитания данного образа Божией Матери. При храме действует детский приют под окормлением отца Бориса. Приют создан 1995 году и изначально относился к Свято-Лазаревскому женскому монастырю. В 2019 году приют приобрел новый статус и теперь относится к Храму Феодоровской иконы Божией Матери г. Верещагино. В данный момент в приюте проживают 22 ребёнка (10-18 лет). |
| 24 | Вятская единоверческая община                                                                                         | Киров                                                                                    | Сергей Рукавишников — уставщик | Суточный круг служб мирским чином совершается в субботу в 18:30. Община находится на грани исчезновения. |
| 25 | Покровский храм | село Билютай, Бичурский район, Бурятия                                                   | иерей Пётр Шестаков — настоятель | Храм находится в стадии строительства |
| 26 | Храм преподобного Диодора Юрьегорского                                                                                | деревня Куганаволок, Пудожский район, Карелия                                            | иерей Олег Червяков — настоятель | Храм находится в труднодоступной в межсезонье местности. |
| 27 | Храм Спаса Нерукотворного                                                                                             | деревня Варишпельда, Пудожский район, Карелия                                            | иерей Олег Червяков — настоятель | Регулярные богослужения совершает уставщик чтец Андрей Дементьев. Храм находится в труднодоступной в межсезонье местности. |
| 28 | храм во имя Вознесения Господня Русской Православной Церкви                                                           | деревня Мисцево, Орехово-Зуевский район, Московская область                              | окормляет иерей Алексий Гугливатый | Деревянный молитвенный дом старообрядческой неокружнической общины. Закрыт в 1938 году, позже сломан. В 2000-х гг. в здании бывшей каменной кладовой конца XIX — начала XX вв. вновь устроена моленная, внешне выделенная главкой. Общину Вознесенской православной старообрядческой моленной составляют бывшие неокружники, присоединвшиеся к Русской Православной Церкви в начале 90-х гг. XX века на правах единоверия. Внутри произведен ремонт. Храм приписан к Спасо-Преображенскому православному старообрядческому приходу г. Куровское. |
| 29 | община | Николаевск, Аляска, США                                                                  | | община присоединилась в мае 2023 года к РПСЦ. Планируется постройка нового храма для общины неподалеку городе Хомер. |
| 30 | Храм великомученика Георгия Победоносца                                                                               | Московская обл., пгт. Нахабино, ул. Инженерная, 7                                        | иерей Илия Туренко — клирик | Литургии по древнему чину с недавних пор в нижнем храме совершает иерей Илия Туренко, выпускник Перервинской семинарии (2011), клирик Георгиевского храма (с 2019), отец 10 детей. Литургия проходит каждую субботу в 22:00, пение наречное. Община формируется. |
| 31 | Сергиево-Посадская единоверческая община                                                                              | Сергиев Посад                                                                            | Даниил Бирюков — уставщик | Службы мирянским чином на частном подворье совершаются в субботу вечером и накануне великих праздников. Чтение преимущественно раздельноречное, пение наонное. |
| 32 | Никольская единоверческая община                                                                                      | Псков, ул. Советская, д. 19                                                              | иерей Димитрий Кириченко — клирик | Единоверческая община при новообрядном приходе со своим священником, молится в Сретенском приделе храма Николы со Усохи. Богослужения совершаются по воскресным дням и большим праздникам. Пение наречное. При общине действуют кружки по знаменному пению и истории Церкви. |
| 33 | Единоверческая община храма Новомучеников и Исповедников Российских в Строгине                                        | Москва, Строгинский бульвар, 14                                                          | протоиерей Георгий Крылов — настоятель | Единоверческая община при новообрядном храме. Богослужения проводятся еженедельно в нижнем храме: в выходные и дни церковных праздников, согласно публикуемому расписанию. Поповские богослужения (со священником) проводятся около 1-2 раз в месяц. Все остальные богослужения проводятся безпоповским (мирским) чином представителями общины. Пение наонное. При общине действуют кружки знаменного пения, чтения на погласицу, древнерусской каллиграфии, старообрядческого устава. У общины имеется группа в соц. сети «Вконтакте». |
| 34 | Вологодская единоверческая община                                                                                     | Вологда, ул. Бурмагиных, д. 40                                                           | Михаил Суриков — староста | Община собирается в часовне прп. Герасима Вологодского по особому расписанию. |
| 35 | Крымская единоверческая община Православного храма святых Петра и Февронии                                            |                                                                                          | | |

## Двуобрядные приходы
| № | Название                          | Адрес                                                | Клир                                      | Характеристика |
| - | --------------------------------- | ---------------------------------------------------- | ----------------------------------------- | --- |
| 1 | Храм Казанской иконы Богоматери   | Республика Тыва, село Сарыг-Сеп, ул. Енисейская, 179 | иеромонах Авель (Скороходов) — настоятель | Приход, помимо основных, имеет миссионерские функции, так как расположен в месте компактного проживания старообрядцев-беспоповцев. Изредка совершаются молебны старым чином. |
| 2 | Храм Успения Пресвятой Богородицы | пгт. Солоницевка, Дергачёвский р-н, Харьковская обл. | протоиерей Виктор Мацевитый               | По архиерейскому благословению совершаются отдельные богослужения старым чином, которые привлекают местных старообрядцев-поморцев.                                           |

## Бывшие старообрядческие приходы
| №  | Название                                           | Адрес                                                             | Характеристика |
| -- | -------------------------------------------------- | ----------------------------------------------------------------- | --- |
| 1  | Община в Малом Знаменском переулке                 | Москва                                                            | Образовалась в 1988 году из костяка московских прихожан закрытой в нач. 1960-х Николькой церкви на Рогожском кладбище, сперва моления проходили в мастерской иконописца Андрея Алексеева, с 1990 года в издательском отделе Московского Патриархата, а общине был передан дом причта в Малом Знаменском переулке, где и совершались моления. Настоятелем назначен о. Сергий Мацнев (1992—1996). В 1997—1998 годах общину покинули несколько активных прихожан, В мае 1999 года моления прекратились. |
| 2  | Приход во имя Святой Троицы                        | село Горбатов, Павловский район, Нижегородская область            | Приход существовал с нач. 1990-х, настоятель Сергий Махнёв (с мая 1994) перешёл в РПСЦ в 2003 году и переселился в Козьмодемьянск, Республики Марий Эл |
| 3  | Община преподобного Сергия Радонежского            | село Дмитровское, Тверская область                                | С 1992 года настоятелем прихода был иерей Сергий Мацнев. Все верующие были пожилого возраста, после ухода 1999 года Сергия Манцева в РПЦЗ, приход перешёл в РПСЦ |
| 4  | Свято-Троицкая Церковь                             | Муствеэ, Эстония                                                  | Единоверческий пятикупольный храм построен в 1877 году. Действовал до 1957 года, после чего иконы и утварь была перенесена в местный Никольский храм. В 2000 году был зарегистрирован «Свято Троицкий Единоверческий Приход Милосердия» в юрисдикции ЭПЦ МП, однако здание храма было возвращено ЭАПЦ. 1 мая 2003 ЭАПЦ передала единоверческой общине храм в безвозмездное пользование. Храм был открыт 31 мая 2004 года. Впоследствии перешёл в юрисдикцию ЭАПЦ. |
| 5  | Храм Архангела Михаила                             | село Гравёры, Аглонская волость, Прейльский район, Латвия         | Храм был построен в начал 2000-х. Благоустроен. Изначально богослужения совершались по особому расписанию, старым чином, посещались и местными старообрядцами-поморцами. С 2009 года используется только новый чин. |
| 6  | Приход святой Троицы                               | сёла Хайново и Пинчино, Красноярский край                         | Приход во главе с иереем Константином Зеленовым был присоединён в 2009 году от «Высшего церковного управления православной российской церкви». Константин Зеленов, который кроме этих двух общин окормлял ещё три общины в Красноярском крае, был перерукоположен во диакона, а новые единоверческие общины перешли под омофор епископа Домодедовского Евтихия, однако фактически связь установлена не была, и уже осенью 2010 Константин Зеленов начал переход в католичество. В 2013 году сообщалось о переходе в неканоничекую РИПЦ двух единоверческий общин Московского Патрирхата в Красноярском крае.                     |
| 7  | община                                             | Самара                                                            | Состояла из людей преклонного возраста. Своего храма не было. В связи с постепенным умиранием прихожан, людей весьма преклонного возраста, распалась и была снята с регистрации. |
| 8  | Приход святителя Николы Чудотворца                 | Нежин, Черниговская область                                       | Приход организован в 2009 году игуменом Серафимом (Варваниным). Велась миссионерская деятельность. Богослужения совершаются также в часовне великомученика Георгия и молитвенном доме селе Григоровка около Нежина. Никольским приходом предпринимались попытки возрождения иноческой жизни при храме Воздвижения Креста Господня села Хотиновка Носовского района Черниговской области, где ранее действовал единоверческий монастырь. |
| 9  | Домовый храм в честь апостола Андрея Первозванного | Владивосток, ул. Сахалинская, 37а                                 | Приход в этом месте образован в 2003 году. Старообрядческим он стал после того, как в 2008 году священник Сергий Галанов перешёл в Московский патриархат из РПСЦ. |
| 10 | Свято-Никольский храм пос. Серебряково             | Западно-Казахстанская область                                     | Единоверческая церковь пос. Серебряково была передана в середине 2000-х годов прихожанам, часть которых состояла из бывшей паствы беглопоповского епископа Иона Изюмникова, служившего в Серебряково иереем. Общину окормляли православные клирики, использовавшие за богослужением новый обряд, при том что часть прихожан продолжала молиться по старому. |
| 11 | Благовещенская церковь с. Круглоозерный.           | Уральск, Казахстан                                                | Церковь была разрушена в советское время. Население поселка состояло из старообрядцев различных согласий, в том числе часовенных и белокриницких, а также принявших единоверие. В 2004 г участок, на котором стояла церковь был передан созданному Петропавловскому приходу. С начала 2010-х службы клириками местной епархии совершались во временном храме по новому чину, часть населения по прежнему использует старый обряд. |
| 12 | Пос. Большой Чаган, Успенская церковь              | Западно-Казахстанская область, Зеленовский район                  | Заложена 22 мая 2005 г Архимандритом Анастасием (Остапчуком) на месте ддореволюционного храма. Местные жители молились до строительства храма на дому, окормляясь в Преображенском храме Уральска. Община во главе с Е. П. Плетневой активно участвовала в строительстве храма при поддержке местного мецената И. А. Николаева. |
| 13 | Покровский приход                                  | село Китаевское Новоселицкого района Ставропольского края         | Настоятель храма о. Андрей (Кладиев) заинтересовался старообрядчеством и на протяжении нескольких лет храм был погружен в атмосферу старообрядчества. Впоследствии настоятель и двенадцать человек прихожан решили присоединиться к Русской Православной старообрядческой Церкви |
| 14 | Александро-Невский приход                          | п. М. Чаган, Зеленовский район ЗКО                                | Дореволюционный храм, частично разрушенный, с 2005 г уральскими казаками и частью местных верующих предпринимались попытки его возрождения, не увенчавшиеся успехом. |
| 15 | Андреевская часовня                                | Нижний Новгород                                                   | |
| 16 | Община в Тонкино                                   | Нижегородская область                                             | |
| 17 | Саратовская область, дер. Сосновая Маза.           |                                                                   | Перешла в РПСЦ |
| 18 | Община г. Сумы                                     |                                                                   | |
| 19 | Храм святителя Николы                              | село Усть-Цильма, Республика Коми                                 | Единоверческий приход существовал в селе с 1856 года. Возобновлён в 2004 году (служил священноинок Варфоломей (Потапов)). Новопостроенная церковь была освящена 2 апреля 2016 года. Храм зарегистрирован как единоверческий, однако богослужения там совершаются по новому чину. |
| 20 | Московский храм Покрова Пресвятой Богородицы       | деревня Московская, Вишкская волость, Даугавпилсский край, Латвия | Храм 1879 года постройки. Богослужения совершаются по новому чину. |
| 21 | Покровский храм                                    | село Злынка, Кировоградская область                               | Старейший единоверческий приход, основан в 1798 году, до формального учреждения единоверия. Начиная с советского периода в храм назначались исключительно новообрядческие священники. Община утратила единоверческую идентичность. На данный момент службы совершаются по-новому, пение знаменное. |
| 22 | Успенский храм                                     | Даугавпилс, Латвия                                                | Приход полностью перешёл на новый чин. |
| 23 | Петропавловский храм                               | село Данишевка, Латвия                                            | Приход полностью перешёл на новый чин. |
| 24 | Успенская единоверческая община                    | Ульяновск                                                         | Община прекратила свое существование. В ближайшее время будет произведена перерегистрация юридического лица. |
| 25 | Ярославская единоверческая община                  | Ярославль                                                         | Община более не собирается из-за недостатка молящихся. |
| 26 | Храм великомученика Георгия Победоносца            | Виляны, Латгалия, Латвия                                          | Приход полностью перешёл на новый чин. |
| 27 | Иоанно-Предотеченская церковь                      | Уральск, Западно-Казахстанская область, Казахстан                 | После ликвидации в конце 30-х годов последних единоверческих приходов активная часть их прихожан продолжала вплоть до конца 80-х гг совершать богослужения в моленных избах в различных населенных пунктах области, окормляясь у православных священников. В 2005 году в РПЦ перешло около десятка старообрядцев-беглопоповцев. Вместе с потомками единоверцев была создана инициативная группа с целью возвращения храма. Периодически совершаются моления мирским чином. Около 20 прихожан посещают общеправославные храмы, сохраняя старый обряд в богослужении на дому. На данный момент службы старым чином не совершаются. |
| 28 | Храм Спаса Преображения                            | Латвия, Рига, проспект Межа, 11                                   | Часть прихода (30-40 человек) составляли бывшие старообрядцы-поморцы, которые в 2002 году вместе с наставником Иоанном Миролюбовым вышли из Гребенщиковской старообрядческой общины. Имеются головщик и причетники, знающие старый обряд. Регулярно 1-2 раза в месяц проводились богослужения по древнему чину (всенощное бдение, Литургия). По просьбе верующих древним чином совершались и требы. Приход полностью перешёл на новый чин. |